# Dobruška (železniční zastávka)
Dobruška je železniční zastávka a nákladiště (někdejší stanice) v západní části města Dobruška v okrese Rychnov nad Kněžnou v Královéhradeckém kraji poblíž Zlatého potoka. Leží na neelektrizované jednokolejné trati Opočno pod Orlickými horami – Dobruška. Ve městě se dříve  nacházela železniční zastávka Dobruška-Pulice (již je mimo provoz). Před budovou je umístěno též městské autobusové stanoviště.

## Historie
1. listopadu 1908 otevřela Místní dráha Opočno-Dobruška pětikilometrovou trať do Dobrušky z Opočna. Tudy od roku 1875 Rakouská společnost státní dráhy provozovala trať spojující Choceň a Meziměstí, kde dosáhla hranice s Pruskem. Nově postavené nádraží zde vzniklo jako koncová stanice, dle typizovaného stavebního vzoru. Doplnily ho přidružené dopravní stavby.
Místní dráha byla zestátněna roku 1925.
V roce 2010 byl na trati téměř zastaven pravidelný provoz osobních vlaků, zachován zůstal jen jeden ranní školní spoj, k němu se od září 2020 přidal druhý.

## Popis
Nachází se zde jedno jednostranné nástupiště, k příchodu k vlakům slouží přechod přes kolej.

## Galerie

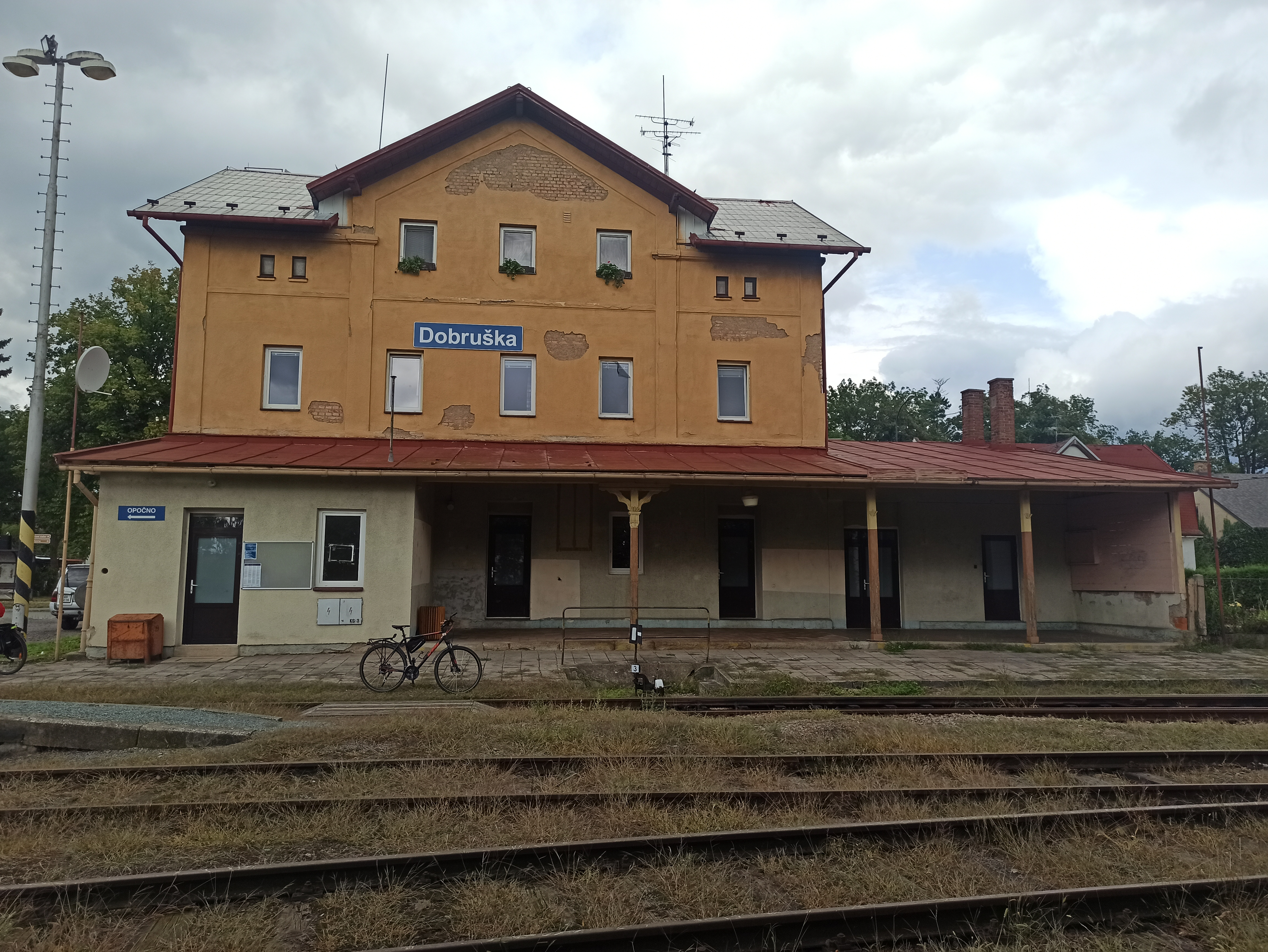
Pohled z kolejiště
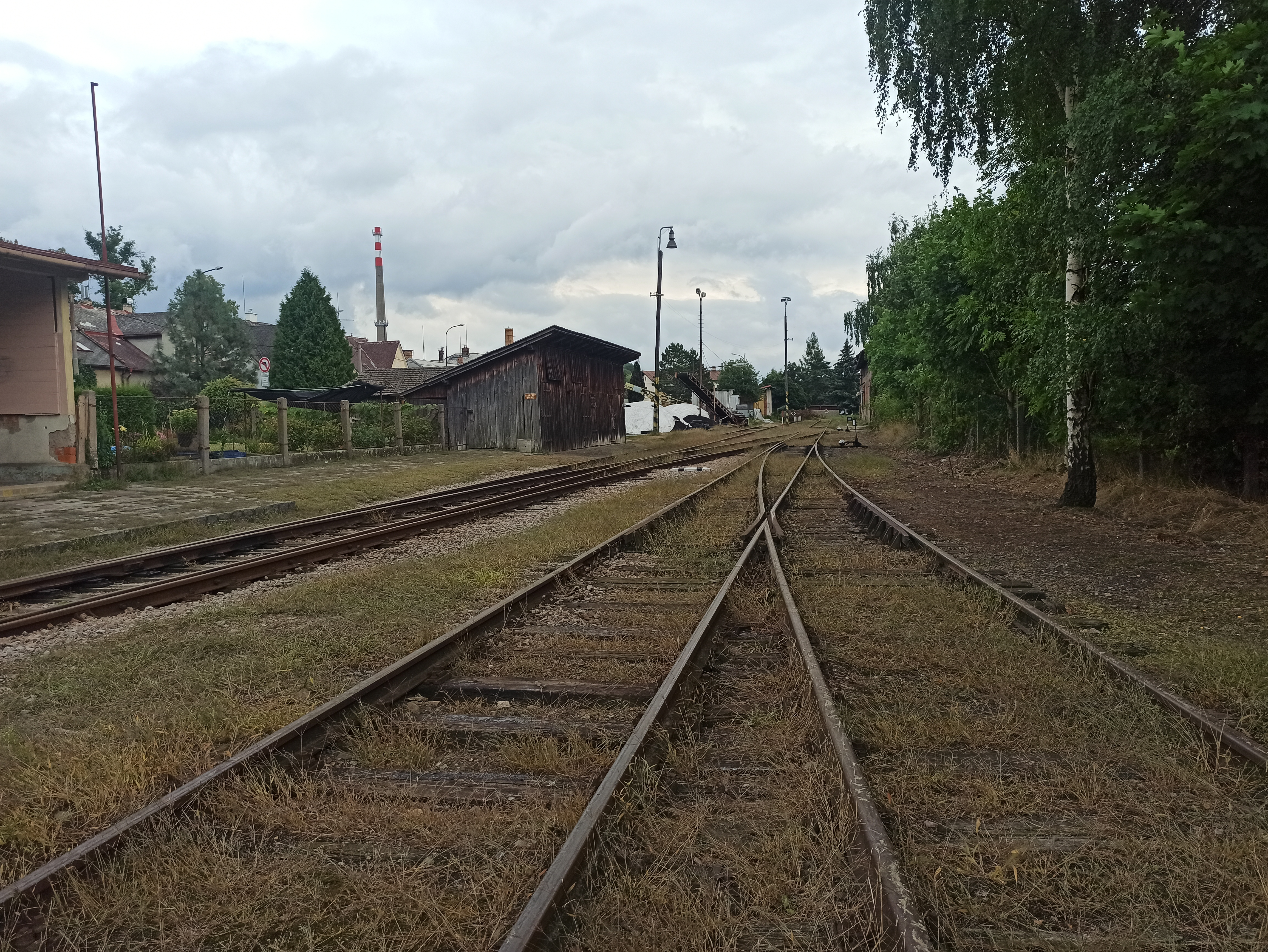
Kolejiště ve stanici
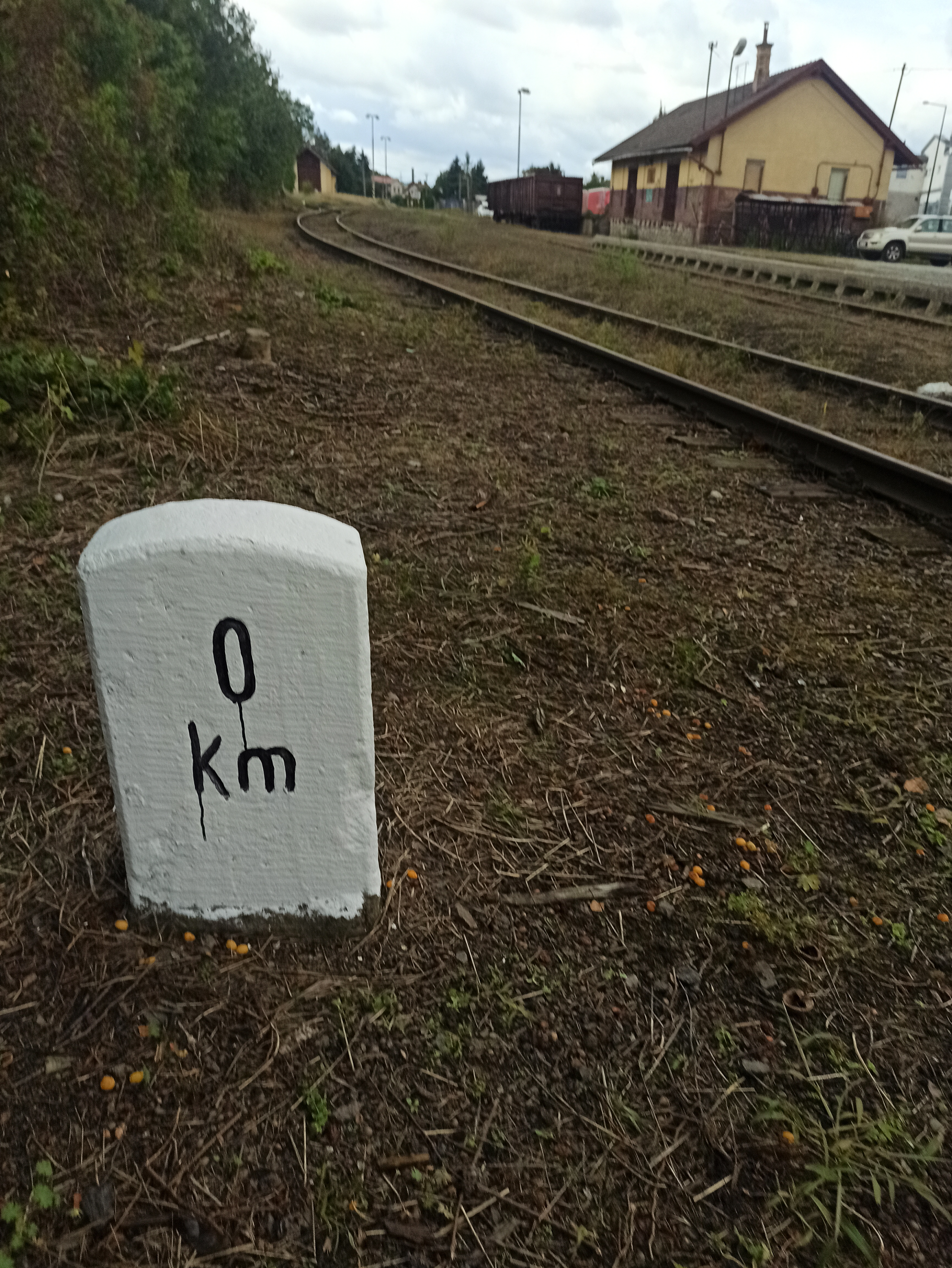
Nultý kilometrovník